# زهور اليقطين (كتاب)
زهور اليقطين: قصة جندي هو كتاب صدر في عام 2016 من قبل الصحفي ماتي فريدمان الذي نشرته ألغونكين.

## الإرهاب السيلفي
فريدمان يصف مشاركته في هجوم موجز من الحركة الإسلامية اللبنانية حزب الله على وحدة صغيرة من الجيش الإسرائيلي القرع الأمامي في المنطقة الأمنية جنوب لبنان في 29 أكتوبر 1994. فريدمان خدم في الوحدة بعد 3 سنوات من الحادثة. كان الهجوم موجزا وقتل مقاتلون من حزب الله جنديا إسرائيليا وجرح اثنين آخرين قبل الانسحاب. غير أن مقاتلي حزب الله صوروا شريط فيديو قصير ومضطرب كان مصحوبا بموسيقى تصويرية وموسيقى عسكرية. يبدو أن مقاتلي حزب الله الجهاديين يستولون على موقع عسكري إسرائيلي ويزرعون علم يرمز إلى النصر. ادعى حزب الله أنه استولى على البؤرة الاستيطانية و«تطهيره من الصهاينة» وأثار الفيديو نقاشا عاما موجزا ولكنه مضطربا في إسرائيل بشأن استعداد الجيش. يصف فريدمان الفيديو الآن نوع مألوف بأنها كانت «جديدة وتجتاح» في عام 1994 ويمكن القول وأول ما سوف تصبح قريبا موجة هائلة من «صور الإرهاب» التي تهدف إلى إبراز وهم النصر العسكري الإسلاميين.